# Radio Favela
Radio Favela es una película brasileña, dirigida por Helvécio Ratton y estrenada en el año 2002.

## Argumento
Basado en hechos reales, este filme cuenta la historia de una radio que fue creada por un grupo de chicos  de las favelas de Belo Horizonte en la década de los 80. A pesar de ser perseguida durante más de veinte años, su programación audaz y su lenguaje espontáneo fueron las claves de su éxito de audiencia. 
El protagonista de la historia es Jorge (Alexandre Moreno), un chico que vive entre dos mundos: el de la favela que es donde vive, y el de la escuela de clase media donde estudia ya que su madre trabaja allí como limpiadora para pagar sus estudios. Él es el líder, el creador y locutor de Radio Favela. Sus compañeros en esta radio pirata son Zequiel (Adolfo Moura), que se encarga de la parte técnica; Roque (Babu Santana), un traficante de droga desarraigado y ambicioso; y Brau (Benjamín Abras), el poeta del grupo, que encuentra la salida a la vida de la favela en el ritmo, la música negra, y la danza. 
Un día hay una gran redada policial en las callejuelas de las favelas. Mientras los narcotraficantes huyen o camuflan su mercancía, la radio pirata avisa a los moradores para que se protejan. El objetivo de la policía no es el tráfico de drogas, sino localizar la voz de la radio pirata: quieren callarla. Cuando Jorge es detenido, sus colaboradores y amigos se encargarán de que la voz de la favela continúe en el aire.